# Bromid titanitý
Bromid titanitý, TiBr3, je anorganická sloučenina titanu a bromu. Je to modročerná paramagnetická látka. Má pouze několik aplikací, nejdůležitější je katalýza polymerací alkenů.

## Příprava a struktura
Bromid titanitý lze připravit zahříváním bromidu titaničitého v atmosféře vodíku nebo redukcí hliníkem:
2 TiBr4 + H2 → 2 TiBr3 + 2 HBr
Jako redukční činidlo lze využít i kovový titan, pak dochází ke komproporcionační reakci:
Ti + 3 TiBr4 → 4 TiBr3
Jsou známy dvě polymorfní modifikace bromidu titanitého, každá obsahuje oktaedricky koordinovaný atom titanu.

## Reakce
Zahříváním TiBr3 dochází k disproporcionační reakci:
2 TiBr3 → TiBr4 + TiBr2
Reakcí s donorovými rozpouštědly, např. pyridinem nebo nitrily poskytuje adukty 3:1:
TiBr3 + 3 L → TiBr3L3